# Албрехт II фон Алвенслебен
Албрехт II фон Алвенслебен (на немски: Albrecht II von Alvensleben; * ок. 1298; † сл. 1352) е благородник от „Черната линия“ на род Алвенслебен, рицар, господар на замък Калбе в град Калбе на река Милде в Алтмарк в Саксония-Анхалт.
Той е единствен син на рицар Албрехт I фон Алвенслебен-Калбе (* ок. 1270; † пр. 1342) и съпругата му Ода фон Бодендик (* 1275; † сл. 1324), дъщеря на Анно II фон Бодендик († сл. 1270) и Ерменгард фон Есторф († сл. 1270). Внук е на рицар и бургман Гебхард III фон Алвенслебен († сл. 1303) и София фон Аймбек (* ок. 1252). Баща му Албрехт I е господар в Калбе, който купува 1324 г. от фон Крьохер, получава също Шванефелд, Клайн-Бартенслебен, Алвенслебен, Шьонинген, Ешенроде, Лепин и Остхерен и основава „Черната линия“.
Замъкът Калбе е построен през 9 и 10 век и от 1324 до 1945 г. е собственост на фамилията фон Алвенслебен.

## Фамилия
Албрехт II фон Алвенслебен се жени 1325 г. за София фон Оебисфелде (* 1306). Те имат три сина:
- Албрехт фон Алвенслебен (* ок. 1336; † сл. 1405), женен ок. 1367 г. за Хайлвиг (* ок. 1346); имат син:
  - Йохан фон Алвенслебен (* ок. 1375; † пр. 1427), женен ок. 1403 г. за Берта (* ок. 1382)
- Гебхард XI фон Алвенслебен (* ок. 1343; † сл. 1371), рицар, господар в Калбе, пфанд-господар на дворец и град Ленцен и на град Алтенхаузен, дрост на манастир Халберщат, маркграфски бранденбургски наследствен маршал, фогт на Тангермюнде, женен I. за София/Берта фон Люцов (* ок. 1347), II. на 15 септември 1951 г. в Констанц за Берта фон Бартенслебен; от първия брак баща на:
  - Лудолф III фон Алвенслебен (* ок. 1386; † сл. 1437), рицар, женен 1419 г. за Армгард фон Хонлаге (* ок. 1396)
- Бусе фон Алвенслебен (* ок. 1339; † 1368)